# Clare Calbraith
Clare Michelle Calbraith (1º gennaio 1974) è un'attrice britannica.

## Filmografia parziale

### Cinema
- Mindscape, regia di Jorge Dorado (2013)

### Televisione
- Heartbeat – serie TV, 42 episodi (2001-2002)
- 55 Degrees North – serie TV, 5 episodi (2005)
- Coronation Street – serial, 18 puntate (2005)
- Doctors – serial TV, 14 puntate (2008)
- L'ispettore Gently (Inspector George Gently) – serie TV, 14 episodi (2009)
- The Shadow Line – miniserie TV, 7 puntate (2011)
- Downton Abbey – serie TV, 4 episodi (2011)
- L'ispettore Barnaby (Midsomer Murders) – serie TV, episodio 15x03 (2012)
- Vera – serie TV, 7 episodi (2012-2014)
- Home Fires – serie TV, 12 episodi (2015-2016)
- Requiem – miniserie TV, 5 puntate (2018)
- Baptiste – serie TV, 4 episodi (2019)
- Unforgotten – serie TV, 6 episodi (2021)
- Anne – miniserie TV, 3 puntate (2022)
- Le indagini di Roy Grace (Grace) – serie TV, 9 episodi (2022-2024)
- The Jetty, regia di Marialy Rivas – miniserie TV (2024)
- A Very Royal Scandal, regia di Julian Jarrold – miniserie TV (2024)